# Zöld fűsikló
A zöld fűsikló (Opheodrys aestivus) a hüllők (Reptilia) osztályába, a kígyók (Serpentes) alrendjébe és a siklófélék (Colubridae) családjába tartozó faj.

## Előfordulása
Az Amerikai Egyesült Államok területén Kansasban, Texasban, kelet New Jerseyben, Floridában, az Appalache-hegységben, továbbá Északkelet-Mexikóban fordul elő.

## Alfajai
- Opheodrys aestivus aestivus (Linnaeus, 1766)
- Opheodrys aestivus carinatus (Grobman, 1984)

## Megjelenése
Testhossza 30-65 centiméter. Egyszínű zöld.

## Életmódja
Rovarokkal és egyéb földi ízeltlábúakkal táplálkozik, valamint csigákat és leveli békákat is fogyaszt

## Szaporodás
A nőstény 3-15 tojást tojik.

## Fordítás
- Ez a szócikk részben vagy egészben  az   Opheodrys aestivus című angol Wikipédia-szócikk fordításán alapul.  Az eredeti cikk szerkesztőit annak laptörténete sorolja fel. Ez a jelzés csupán a megfogalmazás eredetét és a szerzői jogokat jelzi, nem szolgál a cikkben szereplő információk forrásmegjelöléseként.